# Сказки туманной луны после дождя
«Сказки туманной луны после дождя» — дзидайгэки режиссёра Кэндзи Мидзогути, широко признанный одним из высших достижений японского и мирового киноискусства. В основу сюжета положены два кайдана Акинари Уэда из сборника «Луна в тумане» (1776).

## Сюжет
Война всех против всех в Японии XVI века. Пока через деревню проходят войска Сибаты Кацуиэ, бедному гончару Гэндзюро вдруг улыбается удача — его изделия бойко расходятся в городе. Обуреваемый жадностью, он горит желанием наделать как можно больше горшков и, невзирая на все опасности военного времени и увещевания жены, отвезти их на продажу в город. Вместе с соседом Тобэи, мечтающим стать самураем, на лодке он добирается до города, где встречает таинственную незнакомку.  О том, что случилось с его женой, Тобэи не знает, пока их пути не пересекаются в публичном доме… 
Вернувшись в деревню после череды передряг и испытаний, тщеславные мужчины бросают заботу о материальном преуспеянии и наконец понимают мудрость женщин, которые призывали их не гнаться за призраком удачи и не покидать домашнего очага.

## В ролях
- Масаюки Мори — Гэндзюро
- Матико Кё — госпожа Вакаса
- Кинуё Танака — Мияги, жена Гэндзюро
- Эйтаро Одзава — Тобэй
- Мицуко Мито — Охама, жена Тобэя

## Премьеры
- — национальная премьера фильма состоялась 26 марта 1953 года[6].
- — европейская премьера фильма прошла 25 августа 1953 года в рамках XIV Венецианского кинофестиваля[6]
- — премьерный показ в США — 31 января 1979 года[6]
- — впервые показан российскому зрителю 19 октября 2002 года в рамках ретроспективы фильмов Кэндзи Мидзогути в московском Музее кино[7].

## Признание
Фильм принёс Кэндзи Мидзогути второго «Серебряного льва» на Венецианском фестивале, а вместе с ним и бурные восторги европейской кинокритики, не стеснявшейся сравнивать режиссёра с Шекспиром, Тицианом и Бетховеном. Это один из любимых фильмов Андрея Тарковского и Мартина Скорсезе. 
Между тем в самой Японии в фильме увидели пессимистический комментарий Мидзогути по поводу массовой миграции сельского населения в города, которая развернулась в стране после Второй мировой войны. Одновременно с Мидзогути на этот процесс откликнулся и Одзу — фильмом «Токийская повесть».

## Техника
В «Сказках туманной луны» в полной мере использованы характерные для Мидзогути художественные приёмы — отказ от монтажа (склейки применяются только для соединения сцен) и долгие горизонтальные «планы-свитки» (как, например, переход из комнаты в доме госпожи Вакасы к купанию супругов в бане к их пиршеству на свежем воздухе). Благодаря этим непрерывным планам, как подметил критик М. Трофименков, в художественных координатах фильма «грань между реальностью и волшебством, миром людей и миром духов (далеко не всегда враждебных) не просто проницаема, а не существует вообще».